# Одён-ле-Роман
Одён-ле-Рома́н (фр. Audun-le-Roman) — коммуна во французском департаменте Мёрт и Мозель, региона Лотарингия. Является центром обноимённого кантона.	

## География
Одён-ле-Роман расположен в 35 км к северо-западу от Меца. Соседние коммуны: Серрувиль на севере, Бёвилле на северо-востоке, Санси на юго-востоке, Андерни на юге, Малавиллер на юго-западе.

## Демография
Население коммуны на 2010 год составляло 2467 человек.
| 1962 | 1968 | 1975 | 1982 | 1990 | 1999 | 2010 |
| ---- | ---- | ---- | ---- | ---- | ---- | ---- |
| 2848 | 2421 | 2102 | 2106 | 2121 | 2058 | 2467 |